# Thomas H. Raddall
Thomas Head Raddall född 13 november 1903 i Hythe, England, död 1 april 1994, var en kanadensisk författare mest känd för sina historiska romaner. 
1913 flyttade han och familjen till Nova Scotia. Under första världskriget avled hans far under en strid vid Amiens 1918. 
Det litterära priset Thomas Head Raddall Award instiftades till hans minne.